# Клан от Мунсьо
Мунсьо (на шведски: Munsöätten) е шведска династия, клон на многочислената кралска династия Инглинги. Името си получава по названието на остров Мунсьо (Munsö) в езерото Меларен в Швеция, където според преданието е бил погребан основателят на династията Бьорн Железния, един от синовете на Рагнар Лодброк. Докато първите членове на династията от VIII и IX в. са полулегендарни герои и не е установено със сигурност дали са реални лица, то представителите от X и XI в. са исторически доказани фигури - първите такива са Ерик Победоносния и Олаф Шьотконунг.
Древноскандинавските саги съдържат многобройни данни за членовете на Мунсьо. Напр. „Сагата за Хервьор“ изрежда десетина поколения от тази династия, но съвременните шведски историци приемат за начало на династията чак X в. Последният представител на династията е Емунд Стария.